# Хлендовский, Валентий
Валентий Хлендовский (13 февраля 1797, Яслиска около Дукли — 24 декабря 1846, Ветржно около Ясла) — польский литератор, переводчик, литературный критик, писатель-публицист, философ; редактор издания «Pamiętnik Lwowski», издатель альманаха «Haliczanin»; писал литературные очерки, занимался переводами. Жил в австрийских и российских польских землях.

## Биография
Родился в семье галицийского помещика Северина Хлендовского, был братом издателя Валентия Хлендовского и дядей Казимежа Хлендовского, автора известных в своё время мемуаров. 
Начальное и среднее образование получил в Перемышле и позже в Лемберге (Львове). В ходе обучения, 24 декабря 1817 года вступил в студенческое «Общество молодёжи по изучению родной литературы», занимавшееся изучением национальной польской литературы, культуры и истории. Эта тайное общество существовало до 1819 года. В этот же период времени Хлендовский работал со своим старшим братом Адамом в редакции издания «Pamiętnik Lwowski», первого литературного и научного журнала, издававшегося на территории Галиции. После отъезда Адама в Варшаву в 1819 году Валентий стал его главным редактором, продолжив печатать в журнале статьи известных деятелей. Расширив тематику журнала, в скором времени он при финансовой поддержке со стороны Кароля Вильда создал на его основе издание «Pszczoła Polska», в котором сотрудничали авторы уже не только из Галиции, но и с Волыни. Тем не менее через год, после выхода 12 номеров (в 1820 году были изданы в 3 томах), журнал был закрыт из-за отсутствия абонентов. Расстроенный неудачей Хлендовский переехал в Варшаву, в российское Царство Польское, где получил должность почётного адъюнкта в Комиссии по делам религии и Просвещения, в составе которой участвовал в спорах сторонников романтизма и классицизма.
После пребывания в Варшаве Хлендовский вернулся 21 декабря 1822 года в Львов, где овскоре женился на Самуиле Тхожницкой, владелице Желехува рядом с Львовом. Брак продлился недолго по причине скорой смерти Самуилы. После смерти жены переехал в Ветржно, унаследовав богатство своего отца Северина, где открыл для соседских земян народную читальню. Начиная с 1824 года входил в штат редакции издания «Rozmaitośc» - еженедельного приложения к «Львовской газете» («Gazeta Lwowska»), где были опубликованы многие из его работ.
В 1830 году он стал финансово независимым и начал издавать альманах «Haliczanin», издания, аналогичного которому в Галиции до того времени не было. Основной целью Хлендовского было содействие распространению знаний о новейших философских и литературных течениях и популяризация немецкой философии среди польской интеллигенции.
Совершил несколько поездок в Европу, в том числе в лечебных целях, результатом которых нередко были путевые очерки, публиковавшиеся в прессе. В 1835 году уехал в Вену для проведения операции на мозге. В 1845 году находился в Париже. Умер в Ветржно год спустя, будучи почти полностью забыт. Был похоронен во Львове. 
Его перу принадлежит множество статей по философии, морали и эстетической критике. Был известен как ярый сторонник «новейшей» поэзии и не признавал её деления на «классическую» и «романтическую», считая такое деление ложным и утверждая единство поэзии и отсутствие у какого-либо народа прав привилегии на неё. Кроме того, выполнил перевод множества произведений Шиллера на польский язык.